# Заболотье (Рогачёвский район)
Заболотье (бел. Забалацце) — агрогородок, центр Заболотского сельсовета Рогачёвского района Гомельской области Беларуси.

## География

### Расположение
В 12 км на северо-запад от районного центра и железнодорожной станции Рогачёв (на линии Могилёв — Жлобин), 130 км от Гомеля.

### Гидрография
На востоке мелиоративные каналы.

## Транспортная сеть
Транспортные связи по просёлочной, затем автомобильной дороге Бобруйск — Гомель. Планировка состоит из 2 чуть изогнутых, параллельных между собой улиц близкой к меридиональной ориентации, которые в центре пересекаются прямолинейной улицей, на севере к ним присоединяется короткая улица, близкая к широтной ориентации. Застройка двусторонняя, деревянная и кирпичная, усадебного типа. В 1994 году построены кирпичные дома на 50 семей, в которых разместились переселенцы из мест загрязнённых радиацией в результате катастрофы на Чернобыльской АЭС.

## История
По письменным источникам известна с XVI века как селение в Великом княжестве Литовском. В 1696 году селение в приходе Рогачёвской замковой церкви. Упоминается в 1756 году как село с церковью в Задруцком войтовстве Рогачёвского староства.
После 2-го раздела Речи Посполитой (1793 год) в составе Российской империи. С 1792 года действовала церковь. В 1848 году центр одноимённого поместья, в который входили 2 деревни и фольварк, что принадлежал помещику Д. П. Турченинову. По ревизии 1858 года село. На юго-восточной окраине во 2-й половине XIX века возведён ансамбль усадебных строений (не сохранился) и заложен парк, который сейчас является памятником садово-паркового искусства. С 1880 года действовало народное училище, в котором в 1889 году обучались 36 мальчиков. В 1881 году в Луковской волости Рогачёвского уезда Могилёвской губернии. С 1900 года работала винокурня. В 1909 году при школе работала библиотека, 11 764 десятины земли. Рядом находилось одноимённое поместье, 55 жителей 1780 десятин земли. В апреле 1917 года батраки поместья Заболотье требовали у помещика сокращения рабочего дня и повышения заработной платы.
В декабре 1917 года в деревню с целью грабежа ворвались легионеры И. Р. Довбор-Мусницкого. Весной 1920 года в деревне организована первая в Рогачёвском уезде сельскохозяйственная артель, с 1930 года известная как колхоз имени М. И. Калинина. С 20 августа 1924 года центр сельсовета Рогачёвского района Бобруйского (до 26 июля 1930 года) округа, с 20 февраля 1938 года Гомельской области. В 1930 году работали торфодобывающая артель, 3 ветряные мельницы, кузница, столярная мастерская, шерсточесальня.
Во время Великой Отечественной войны действовала подпольная группа (руководитель В. К. Парфёнова). Партизаны в декабре 1942 года разгромили немецкий гарнизон. Оккупанты дважды (1941, 1944) жгли деревню (сгорело 150 дворов, убиты 19 жителей). В боях за деревню и окрестности погиб 181 советский солдат (похоронены в 2 братских могилах в центре деревни и на кладбище); отличился механик-водитель самоходной установки М. М. Клименко, ему присвоено звание Герой Советского Союза. На фронтах и в партизанской борьбе погибли 260 жителей Заболотского сельсовета, в память о них в 1967 году на кладбище установлена стела. 93 жителя села погибли на фронте.
В 1977 году к деревне присоединён соседний посёлок Заболотский. Центр колхоза имени М. И. Калинина. Расположены средняя школа, Дом культуры, библиотека, детские ясли-сад, фельдшерско-акушерский пункт, отделение связи, столовая, магазин.
В состав Заболотского сельсовета входили до 1996 года посёлок Пристой, до 1977 года — посёлок Заболотский, до 1981 года посёлок Весёлое, до 1995 года — деревня Садовая (до 30 июля 1964 года Маёнток), которые сейчас не существуют.

## Население
- 1858 год — 84 двора, 587 жителей.
- 1881 год — 107 дворов, 711 жителей.
- 1909 год — 222 хозяйства, 1554 жителя.
- 1959 год — в деревне 805 жителей, в усадьбе совхоза — 89 жителей (согласно переписи).
- 2004 год — 233 хозяйства, 565 жителей.

## Известные уроженцы
- Горбачёв, Борис Сергеевич — командир корпуса, в 1937 году командующий войсками Забайкальского и Уральского военных округов. Одна из улиц носит его имя.